# Madrid Open 2017 - Qualificazioni singolare maschile
Le qualificazioni del singolare maschile del Mutua Madrid Open 2017 sono state un torneo di tennis preliminare per accedere alla fase finale della manifestazione. I vincitori dell'ultimo turno sono entrati di diritto nel tabellone principale. In caso di ritiro di uno o più giocatori aventi diritto a questi sono subentrati i lucky loser, ossia i giocatori che hanno perso nell'ultimo turno ma che avevano una classifica più alta rispetto agli altri partecipanti che avevano comunque perso nel turno finale.

## Teste di serie
1. Adrian Mannarino (qualificato)
2. Borna Ćorić (ultimo turno, Lucky loser)
3. Thomaz Bellucci (qualificato)
4. Nikoloz Basilašvili (primo turno)
5. Andreas Seppi (ultimo turno)
6. Denis Istomin (qualificato)
7. Andrej Kuznecov (qualificato)

1. Michail Kukuškin (qualificato)
2. Jared Donaldson (ultimo turno, Lucky loser)
3. Thiago Monteiro (primo turno)
4. Aleksandr Dolhopolov (primo turno)
5. Ernesto Escobedo (qualificato)
6. Pierre-Hugues Herbert (qualificato)
7. Michail Južnyj (ultimo turno)

## Qualificati
1. Adrian Mannarino
2. Michail Kukuškin
3. Thomaz Bellucci
4. Ernesto Escobedo

1. Pierre-Hugues Herbert
2. Denis Istomin
3. Andrej Kuznecov

### Lucky loser
1. Borna Ćorić

1. Jared Donaldson

## Tabellone

### Legenda
| - Q = Qualificato - WC = Wild card - LL = Lucky loser | - ALT = Alternate - SE = Special Exempt - PR = Protected Ranking | - w/o = Walkover - r = Ritirato - d = Squalificato |

### Sezione 1
|  | Primo turno | Primo turno      | Primo turno | Primo turno | Primo turno |  |  | Ultimo turno | Ultimo turno     | Ultimo turno     | Ultimo turno | Ultimo turno |  |
|  |             |                  |             |             |             |  |  |              |                  |                  |              |              |  |
|  | 1           | Adrian Mannarino | 3           | 7           | 6           |  |  |              |                  |                  |              |              |  |
|  | WC          | Jaume Munar      | 6           | 63          | 3           |  |  | 1            | Adrian Mannarino | Adrian Mannarino | 6            | 7            |  |
|  |             | Santiago Giraldo | 6           | 5           | 7           |  |  |              | Santiago Giraldo | Santiago Giraldo | 4            | 62           |  |
|  | 10          | Thiago Monteiro  | 4           | 7           | 64          |  |  |              |                  |                  |              |              |  |

### Sezione 2
|  | Primo turno | Primo turno             | Primo turno | Primo turno | Primo turno |  |  | Ultimo turno | Ultimo turno     | Ultimo turno     | Ultimo turno | Ultimo turno |  |
|  |             |                         |             |             |             |  |  |              |                  |                  |              |              |  |
|  | 2           | Borna Ćorić             | 2           | 7           | 6           |  |  |              |                  |                  |              |              |  |
|  | WC          | Enrique López-Pérez     | 6           | 62          | 2           |  |  | 2            | Borna Ćorić      | Borna Ćorić      | 62           | 3            |  |
|  | Alt         | Daniel Muñoz de la Nava | 65          | 6           | 4           |  |  | 8            | Michail Kukuškin | Michail Kukuškin | 7            | 6            |  |
|  | 8           | Michail Kukuškin        | 7           | 4           | 6           |  |  |              |                  |                  |              |              |  |

### Sezione 3
|  | Primo turno | Primo turno             | Primo turno     | Primo turno | Primo turno |  |  | Ultimo turno | Ultimo turno    | Ultimo turno    | Ultimo turno | Ultimo turno |  |
|  |             |                         |                 |             |             |  |  |              |                 |                 |              |              |  |
|  | 3           | Thomaz Bellucci         | Thomaz Bellucci | 7           | 6           |  |  |              |                 |                 |              |              |  |
|  |             | Evgenij Donskoj         | Evgenij Donskoj | 65          | 2           |  |  | 3            | Thomaz Bellucci | Thomaz Bellucci | 6            | 6            |  |
|  |             | Roberto Carballés Baena | 6               | 3           | 4           |  |  | 14           | Michail Južnyj  | Michail Južnyj  | 2            | 3            |  |
|  | 14          | Michail Južnyj          | 3               | 6           | 6           |  |  |              |                 |                 |              |              |  |

### Sezione 4
|  | Primo turno | Primo turno         | Primo turno         | Primo turno | Primo turno |  |  | Ultimo turno | Ultimo turno     | Ultimo turno     | Ultimo turno | Ultimo turno |  |
|  |             |                     |                     |             |             |  |  |              |                  |                  |              |              |  |
|  | 4           | Nikoloz Basilašvili | Nikoloz Basilašvili | 5           | 0           |  |  |              |                  |                  |              |              |  |
|  | WC          | Nicola Kuhn         | Nicola Kuhn         | 7           | 6           |  |  | WC           | Nicola Kuhn      | Nicola Kuhn      | 3            | 2            |  |
|  | Alt         | Ivan Dodig          | Ivan Dodig          | 0           | 3           |  |  | 12           | Ernesto Escobedo | Ernesto Escobedo | 6            | 6            |  |
|  | 12          | Ernesto Escobedo    | Ernesto Escobedo    | 6           | 6           |  |  |              |                  |                  |              |              |  |

### Sezione 5
|  | Primo turno | Primo turno           | Primo turno           | Primo turno | Primo turno |  |  | Ultimo turno | Ultimo turno          | Ultimo turno          | Ultimo turno | Ultimo turno |  |
|  |             |                       |                       |             |             |  |  |              |                       |                       |              |              |  |
|  | 5           | Andreas Seppi         | Andreas Seppi         | 6           | 6           |  |  |              |                       |                       |              |              |  |
|  | WC          | Carlos Taberner       | Carlos Taberner       | 3           | 2           |  |  | 5            | Andreas Seppi         | Andreas Seppi         | 63           | 65           |  |
|  |             | Jerzy Janowicz        | Jerzy Janowicz        | 6           | 2           |  |  | 11           | Pierre-Hugues Herbert | Pierre-Hugues Herbert | 7            | 7            |  |
|  | 11          | Pierre-Hugues Herbert | Pierre-Hugues Herbert | 7           | 6           |  |  |              |                       |                       |              |              |  |

### Sezione 6
|  | Primo turno | Primo turno            | Primo turno            | Primo turno | Primo turno |  |  | Ultimo turno | Ultimo turno    | Ultimo turno    | Ultimo turno | Ultimo turno |  |
|  |             |                        |                        |             |             |  |  |              |                 |                 |              |              |  |
|  | 6           | Denis Istomin          | Denis Istomin          | 7           | 6           |  |  |              |                 |                 |              |              |  |
|  |             | Íñigo Cervantes        | Íñigo Cervantes        | 64          | 3           |  |  | 6            | Denis Istomin   | Denis Istomin   | 7            | 6            |  |
|  |             | Víctor Estrella Burgos | Víctor Estrella Burgos | 1           | 5           |  |  | 9            | Jared Donaldson | Jared Donaldson | 63           | 4            |  |
|  | 9           | Jared Donaldson        | Jared Donaldson        | 6           | 7           |  |  |              |                 |                 |              |              |  |

### Sezione 7
|  | Primo turno | Primo turno          | Primo turno     | Primo turno | Primo turno |  |  | Ultimo turno | Ultimo turno    | Ultimo turno    | Ultimo turno | Ultimo turno |  |
|  |             |                      |                 |             |             |  |  |              |                 |                 |              |              |  |
|  | 7           | Andrej Kuznecov      | Andrej Kuznecov | 6           | 6           |  |  |              |                 |                 |              |              |  |
|  |             | Casper Ruud          | Casper Ruud     | 4           | 4           |  |  | 7            | Andrej Kuznecov | Andrej Kuznecov | 6            | 7            |  |
|  |             | Lukáš Lacko          | 6               | 3           | 7           |  |  |              | Lukáš Lacko     | Lukáš Lacko     | 2            | 6(0)         |  |
|  | 11          | Aleksandr Dolhopolov | 4               | 6           | 5           |  |  |              |                 |                 |              |              |  |